# Вільче-Блота
Вільче-Блота (пол. Wilcze Błota, нім. Wilscheblott) — село в Польщі, у гміні Любіхово Староґардського повіту Поморського воєводства.
Населення — 107 осіб (2011).
У 1975-1998 роках село належало до Гданського воєводства.

## Демографія
Демографічна структура станом на 31 березня 2011 року:
|          | Загалом | Допрацездатний вік | Працездатний вік | Постпрацездатний вік |
| -------- | ------- | ------------------ | ---------------- | -------------------- |
| Чоловіки | 51      | 11                 | 34               | 6                    |
| Жінки    | 56      | 7                  | 37               | 12                   |
| Разом    | 107     | 18                 | 71               | 18                   |